# Modern Baseball
Modern Baseball fue una banda de indie rock /  emo estadounidense de Filadelfia, Pensilvania, Estados Unidos

## Historia
Brendan Lukens y Jake Ewald eran amigos de la secundaria de Brunswick, Maryland. Ellos comenzaron como un dúo acústico antes de trasladarse a Filadelfia a la universidad; Lukens en Chestnut Hill College, y Ewald la Universidad de Drexel. Luego ellos conocieron al baterista, Sean Huber, y el bajista , Ian Farmer. El nombre de la banda fue inspirado por un libro que Lukens y Ewald encontraron titulado "Técnicas de béisbol moderno" (en inglés "Modern Baseball Techniques") propiedad del padre de Ewald en la tarde decidieron formar una banda. El cuarteto toco por primera vez en un sótano cerca de la universidad de Drexel junto a bandas como The Menzingers, Lee Hartney y Cayetana. Huber y Farmer se unió a mitad de camino en la grabación del primer disco del grupo, el cual fue grabado en los estudios de Drexel. Ese álbum, Sports, fue lanzado en 2012, y poco después el grupo dejó de Drexel y Chestnut Hill temporalmente para dedicarse a la música sobre una base más regular. Su segundo álbum de larga duración , You're Gonna Miss It All, fue lanzado por Run For Cover Records en 2014, alcanzando el puesto # 97 en el Billboard 200. El grupo recorrió los Estados Unidos a principios de 2014, con The Wonder Years . El video de "Your graduation" fue lanzado el 4 de marzo de 2014 y fue nominado como mejor video en los Alternative Press Awards.
Modern Baseball salió de gira por el Reino Unido en septiembre de 2014. La banda hablaron durante su gira describiendo cómo gestionan su horario de trabajo. Luego continuaron con una gira por los Estados Unidos con un lugar como cabeza de cartel con otras bandas como Knuckle Puck, Foxing, Crying, y Somos.
A finales de 2015, la banda anunció planes para su tercer álbum que sería lanzado en 2016 a través de Run For Cover Records, titulado Holy Ghost.
Su canción "Your Graduation" tuvo un cover de la banda Stand Atlantic en un álbum tributo llamado "Songs that save my life", también fue interpretada en 2022 en vivo por la banda 99 payasos, en Quilpué, Chile

## Discografía
Anexo:Discografía de Modern Baseball

### Álbumes de estudio
- Sports
- You're Gonna Miss It All
- Holy Ghost

## Miembros
Miembros actuales
- Brendan Lukens- Voz, Guitarra rítmica
- Jake Ewald - Guitarra líder, Voz
- Ian Farmer - Bajo , Voz
- Sean Huber  - Batería, Voz

## Videos musicales
| Año  | Video                                       |
| ---- | ------------------------------------------- |
| 2013 | "The Weekend"                               |
| 2015 | "Pothole"                                   |
| 2015 | "Your Graduation"                           |
| 2015 | "Fine, Great (Punks in Vegas Session)"      |
| 2015 | "Going to Bed Now (Punks in Vegas Session)" |
| 2015 | "Rock Bottom"                               |

- Datos: Q16952970